# Humayun

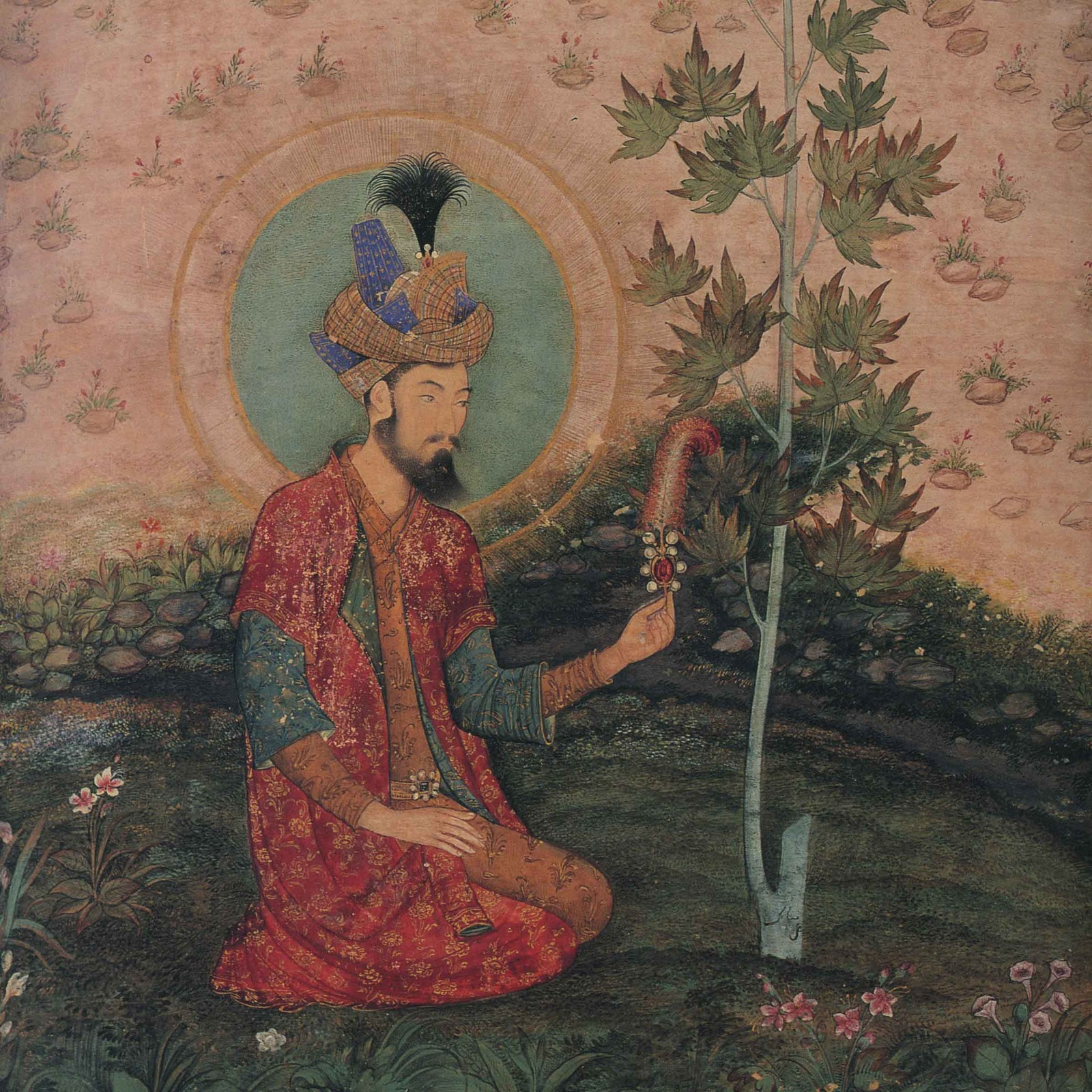
Humayun, Bildnis des 17. Jahrhunderts

Nasir ud din Muhammad Humayun (persisch نصیر الدین محمد همایون, DMG Naṣīru d-Dīn Muḥammad Humāyūn; geboren am 6. März 1508 in Kabul; gestorben am 26. Januar 1556 in Delhi) war der zweite Herrscher des Großmogulreiches von Indien und regierte von 1530 bis 1540 sowie von 1555 bis 1556.
Humayun gelang es nicht, das von seinem Vater Babur eroberte Reich zu konsolidieren. Er besaß als Herrscher und Feldherr nicht die Fähigkeiten, um sich in einem nicht fest gefügten Reich gegen seine inneren und äußeren Widersacher durchzusetzen. Eine schwerwiegende Niederlage gegen Sher Shah zwang ihn zur Flucht aus Indien und führte zur Unterbrechung der Mogulherrschaft durch die kurzlebige Sur-Dynastie. Zuflucht und Hilfe fand er am persischen Hof, und erst die unter Sher Shahs Nachfolgern ausbrechenden Machtkämpfe ermöglichten ihm schließlich die Rückkehr nach Indien.

## Leben

### Jugend und Thronfolge
Humayun sammelte, wie für einen Moguln üblich, früh militärische Erfahrungen. In einem Gefecht zeigte er persönlichen Mut und kommandierte in den Schlachten seines Vaters bei Panipat und Khanua den rechten Flügel der Mogularmee. Anschließend entsandte Babur seinen neunzehnjährigen Sohn als Statthalter nach Badakhshan. Sehr zum Unwillen seines Vaters kehrte er ohne Erlaubnis an den Hof in der Hauptstadt Agra zurück; womöglich hatte er von einer seine Nachfolge bedrohenden Intrige erfahren. Babur verzieh Humayun. Die bereits feststehende Nachfolgeregelung blieb unangetastet: Humayun war der Thronerbe und erhielt den indischen Reichsteil. Sein Bruder Kamran sollte Afghanistan erhalten. Die zwei anderen Brüder Askari und Hindal mussten sich mit kleineren Lehen begnügen. Vier Tage nach Baburs Tod am 26. Dezember 1530 bestieg Humayun den Thron.

### Erste Regierungsphase
Der neue Herrscher war selbst nach den damaligen Vorstellungen übermäßig abergläubisch. Er ordnete das Hofleben nach dem Laufe der Planeten, mitunter entgegen allen praktischen Notwendigkeiten, und eine Verwaltungsreform sah vor, Abteilungen entsprechend den vier aristotelischen Elementen einzurichten. Humayun war gebildet und interessierte sich neben Astrologie auch für Naturwissenschaften, betrieb diese aber zu wenig ernsthaft, um konkrete Ergebnisse zu erzielen.
1530 zog Humayun mit einem Heer gegen das Hindu-Reich von Kalinjar. Als sich abzeichnete, dass die Einnahme der Festung Kalinjar nicht einfach sein würde, schloss er mit dem Herrscher von Kalinjar einen Vertrag, durch den dieser einerseits als ein Notabel in das Mogulreich einbezogen wurde und ihm andererseits die örtliche Herrschaft verblieb. 1531 führte Humayun erfolgreich einen Feldzug gegen Mahmud Lodhi in Bihar. Er war der Bruder des von Humayuns Vater besiegten letzten Sultans von Delhi. Dies dürfte weniger seinen militärischen Fähigkeiten, als der dank Feldartillerie und Musketieren überlegenen Mogularmee geschuldet gewesen sein. In Bihar zwang Humayun auch den Kriegsherrn Sher Khan, seine Oberherrschaft anzuerkennen. Sher Khan sah noch nicht den Zeitpunkt gekommen, sich gegen die Moguln aufzulehnen. Nominell für Humayun herrschend, machte sich Sher Khan aber daran, seine Position in Bihar zu stärken.

Nordindien

In der Folge zeigte sich die unter den Moguln herrschende Neigung zur Rebellion. Humayun musste einen Aufstand zweier Cousins niederschlagen und sah sich mit einer Forderung seines aus Kabul näherkommenden Bruders Kamran nach einem größeren Erbteil konfrontiert. Humayun gab der Forderung charakteristischerweise nach. Die Unruhen unter den Moguln versuchte Bahadur Shah, der Herrscher über das Sultanat von Gujarat, für sich zu nutzen. Humayun begann 1534 gegen ihn einen zweijährigen Feldzug, in dessen Verlauf er Ahmadabad und Mandu in Malwa eroberte. Bahadur fand Unterschlupf beim portugiesischen Vizekönig.
In Mandu gab sich Humayun, nicht zum letzten Mal, einer Neigung zu Müßiggang und übermäßigem Alkohol- und Opiumgenuss hin. Erst als sein in Ahmadabad als Statthalter zurückgelassener Bruder Askari unerlaubt nach Agra zurückkehrte, verließ auch Humayun Mandu. Die Abwesenheit der Moguln ermöglichte Bahadur Shah die Wiedereroberung Gujarats. (Bahadur wurde allerdings schon bald darauf, 1537, ermordet.) Humayun hatte nun zwei Jahre lang Krieg geführt und am Ende alle Eroberungen wieder verloren.
Humayuns Abwesenheit nutzte Sher Khan, um Bengalen zu erobern und wurde mit dem Besitz dieser reichen Provinz zu einer Gefahr für die Moguln. Der langsame Vormarsch der Mogularmee im Jahre 1537 ermöglichte es Sher Khan, sich geordnet nach Bihar zurückzuziehen. Im Rücken Humayuns besetzte Sher Khan die Pässe zwischen Bihar und Bengalen und schloss ihn so ein. Humayun blieb auch in Bengalens Hauptstadt Gaur lange untätig. Den unvermeidlichen Rückzug trat er erst an, als der Monsun einsetzte und sein Heer weiter schwächte und demoralisierte. Bei Chausa fing Sher Khan, der mittlerweile den Titel Shah angenommen hatte, Humayun ab. Humayuns Abwesenheit nutzte Hindal zu einer Rebellion, die zwar von Kamran unterdrückt wurde, der aber seinerseits nichts unternahm, um Humayun zur Hilfe zu eilen. Der Großmogul sah sich gezwungen, mit seinem Feind in Verhandlungen einzutreten. Sher Shah ging zum Schein darauf ein, griff aber am 25. Juni 1539 das Lager Humayuns überraschend an. Die Niederlage war vollständig und nur in höchster Not konnte Humayun über den Ganges entkommen. Zurück in Agra ließ Humayun gegenüber seinen unbotmäßigen Brüdern ein weiteres Mal Milde walten. Humayun sammelte zwar ein neues Heer, aber er konnte weder Moral noch Kampfkraft wiederherstellen. Zudem schloss sich Kamran dem Feldzug gegen den gemeinsamen Feind nicht an. Bei Kannauj trafen die Kontrahenten aufeinander. Während der damals üblichen wochenlangen gegenseitigen Belauerung wurde Humayuns Heer durch Desertationen stark dezimiert. Am 17. Mai 1540 kam es zur Schlacht und desaströsen Niederlage. Humayun floh über Agra und Delhi bis nach Lahore. Als Sher Shah den unentschlossenen Großmogul dort erreichte, flohen die Moguln vorübergehend aus Indien.

### Das Interregnum der Sur-Dynastie
Sher Shah machte sich tatkräftig daran, seine Herrschaft zu sichern und die Verwaltung des Reiches zu reformieren. Er beschränkte die Macht der Statthalter durch die Trennung von ziviler und militärischer Verwaltung, reorganisierte die Entlohnung von Beamten und Soldaten, das Münzwesen und die Steuereintreibung. Seine Gerechtigkeit war sprichwörtlich. Er wandte konsequent ohne Ansehen der Person islamisches Recht an und ließ die durch sein Heer in Mitleidenschaft gezogenen Bauern entschädigen. Er unterstützte die Armen und ließ Straßen, Forts und Karawanenserails bauen. Der hart arbeitende neue Herrscher starb 1545 nach einem Feldzug gegen Maldev von Marwar bei der Belagerung von Kalinjar, nachdem ihn eine Kanonenkugel getroffen hatte. Die von Sher Shah vorgenommenen Reformen legten den Grundstein für die später unter Akbar I. eingeführte Verwaltung des Mogulreiches.
Die Emire wählten seinen jüngeren Sohn Jalal als Nachfolger, der den Namen Islam Shah annahm. Dieser suchte den Ausgleich mit seinem älteren Bruder Adil Khan, ohne damit die Bedrohung seiner Herrschaft durch ihn endgültig beenden zu können. Zu größeren Eroberungen kam es unter Islam Shah nicht. Er legte wie sein Vater sein Augenmerk auf die effiziente Verwaltung des Reiches. Er starb 1554 durch eine Krankheit. Sein Sohn Firuz Khan wurde bald durch einen Vetter Islam Shahs, Mubariz Khan, gestürzt. Unter dem Namen Adil Shah regierte dieser von Bihar aus. Anders als seine Vorgänger hatte er wenig Interesse an den Regierungsgeschäften – er überließ sie einem Hindu namens Hemu. Das Reich der Sur-Dynastie zerfiel in kürzester Zeit; Sikandar im Punjab sowie andere Reichsteile in Bengalen machten sich selbständig – darüber hinaus auch die Hauptstadt Delhi.

### Exil und Restauration
Humayun begann unterdessen eine dreijährige ziellose Odyssee in deren Verlauf seine Gefolgschaft bis auf eine Handvoll Leute zusammenschrumpfte und mancherlei Härten ausgesetzt war. Zunächst suchte er zusammen mit Hindal Zuflucht in dem von seinem Verwandten Shah Husain Mirza regiertem Sindh. Er heiratete dort Hamida, die Mutter seines späteren Thronerben Akbar, der 1542 in Umarkot zur Welt kam. Humayun hatte auf Vorschlag seines Bruders die unbestimmte Absicht, Gujarat zu erobern, aber der ihm nur nominell untergebene Shah Husain versagte ihm die Unterstützung. Auf Einladung Maldevs von Marwar durchquerte Humayun die Wüste Rajasthans, kehrte aber noch vor seiner Ankunft auf Grund einer Warnung wieder um. In Umarkot gelang es ihm dank einer Leihe seines Gefolgsmanns Tardi Beg unter den dortigen Rajputen Krieger anzuwerben, ohne daraus Nutzen ziehen zu können. Sie verließen ihn bald wieder. Als sein ehemaliger General Biram Khan nach seiner Flucht aus Sher Shahs Gefangenschaft zu ihm stieß, ließ sich Humayun im Juni 1543 dazu bewegen, nach Afghanistan zu ziehen. Auch dort fand er keine Sicherheit. Auf dem Weg nach Kandahar wurde Humayuns Lager auf Geheiß Kamrans von Askari-Soldaten überfallen. Humayun konnte entkommen, aber sein Sohn Akbar gelangte in dessen Hände und wurde getrennt von seinem Vater in Kandahar und später dann in Kabul großgezogen. Humayun floh nun weiter nach Persien. Nach fast drei Jahren des Herumirrens überschritt der Großmogul im Januar 1544 die Grenze. Nachdem Humayun die politische Bühne verlassen hatte, erklärte sich Kamran zum Shah der Moguln.

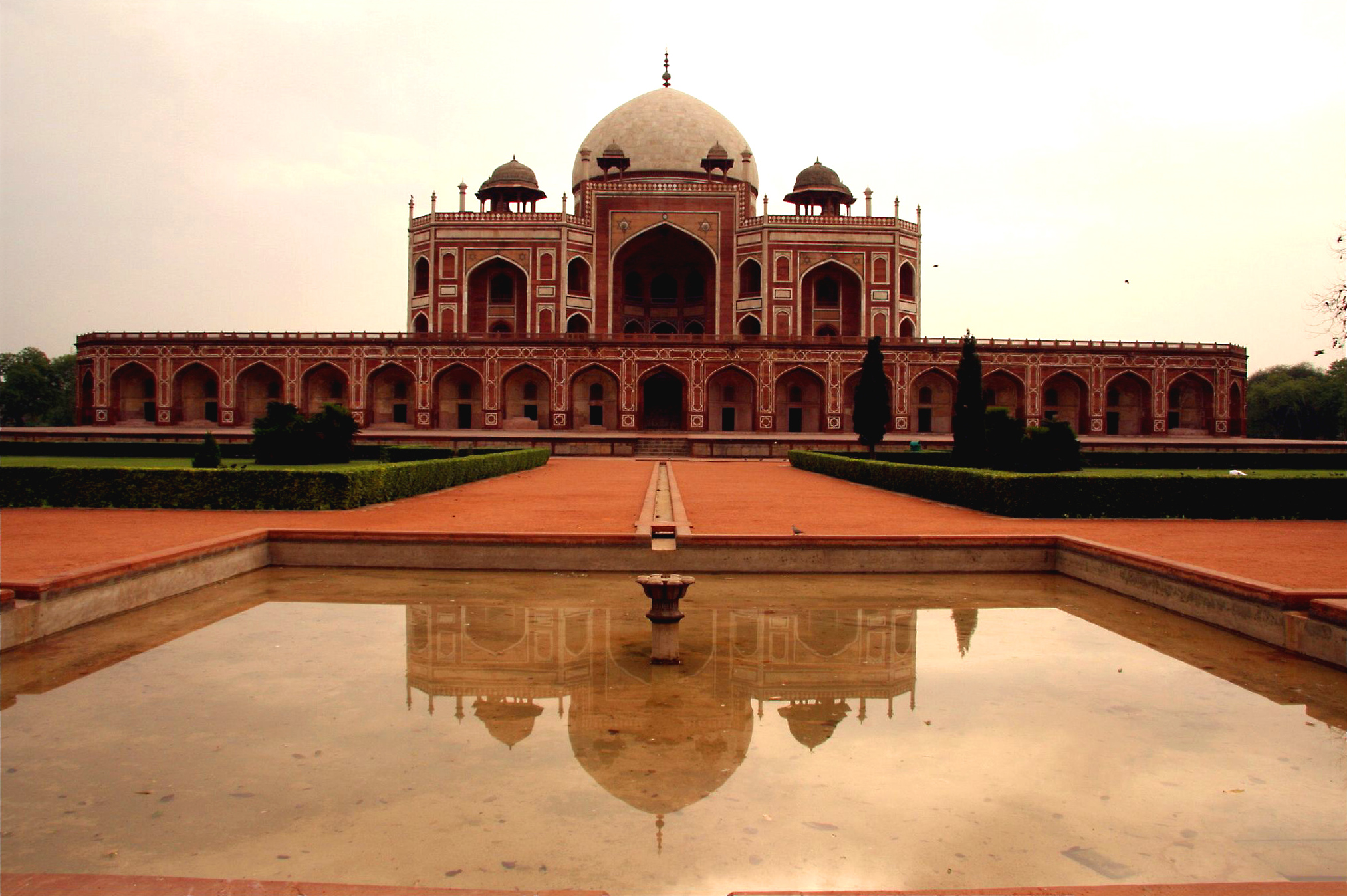
Humayuns Grabmal in Delhi

Die persischen Safawiden hatten bereits Humayuns Vater im Kampf gegen die Usbeken unterstützt und Shah Tahmasp I. empfing dessen Sohn nicht wie einen Flüchtling, sondern wie einen Ebenbürtigen. Die Reise durch Persien zum Schah geriet zum Ausflug, auf dem Humayun allen lang entbehrten Luxus genießen konnte. Der Großmogul wurde vom Schah ein Jahr lang großzügig bewirtet. Allerdings fand sich unter Humayuns dahingeschwundenem Schatz noch ein beachtliches Gastgeschenk: es spricht einiges dafür, dass es sich bei dem überreichten Edelstein um den berühmten Koh-i-Noor handelte, der die Auslagen des Shahs mehr als ausgeglichen haben dürfte. Tahmasp versuchte mit Hilfe des Flüchtlings seinen Einfluss nach Osten hin auszuweiten. Er drängte Humayun mit zweifelhaftem Erfolg dazu, die schiitische Glaubenslehre anzunehmen und stellte Humayun – gegen das Versprechen Kandahar zu erhalten – eine beachtliche Streitmacht zur Verfügung.
Gemächlich kehrte der Großmogul 1545 nach Afghanistan zurück. Ohne Mühe gelang im September die Einnahme Kandahars und da sich das Blatt offenbar gewendet hatte, begannen die Moguln zu Humayun überzulaufen. Kabul fiel im November widerstandslos. Der geflohene Kamran konnte gefangen genommen werden, aber ein weiteres Mal kam es zur Versöhnung. Und ein weiteres Mal lehnte sich Kamran gegen seinen Bruder auf. Der zögerliche und nachsichtige Humayun verlor zwei weitere Male Kabul, bis seine Gefolgsleute ihn dazu drängten, die Gefahr endgültig zu beseitigen. 1553 wurde Kamran erneut gefangen genommen. Humayun wollte seinen Bruder trotz des wiederholten Verrates verschonen. Doch die Mächtigen seines Hofes zwangen Humayun, Kamran blenden zu lassen. Daraufhin begab sich Kamran auf eine Pilgerfahrt nach Mekka, auf der er verstarb.
Humayuns Rückkehr nach Indien im Jahre 1554 wurde dadurch begünstigt, dass sich Sikandar gerade auf einem Feldzug gegen Ibrahim von Delhi befand, so dass im Punjab kein Widerstand geleistet wurde. Bairam Khan gelang es, bei Sirhind den mit einer weit überlegenen Armee eilig zurückkehrenden Sikandar zu schlagen. Delhi fiel 1555 ohne Kampf an Humayun zurück. Humayun konnte nun, mittlerweile ohne ernsthafte Konkurrenten, die Rückeroberung seinen fähigen Generälen überlassen und beschäftigte sich in Delhi mit Plänen für eine Verwaltungsreform und astronomischen Beobachtungen. Am 24. Januar 1556 stürzte er unglücklich von einer Treppe seiner Bibliothek und starb zwei Tage später. Der erst dreizehnjährige Akbar trat unter der Regentschaft Bairam Khans die Nachfolge an.

### Hinterlassenschaft
In einer Abfolge herausragender Mogulherrscher gilt Humayun als der weniger bedeutende. Er blieb eher als das „Bindeglied“ zwischen seinem erfolgreichen Vater und seinem überaus erfolgreichen Sohn in Erinnerung. Seine kultivierte Antriebslosigkeit, sein Aberglaube und seine Milde gegenüber seinen Brüdern lassen ihn als einen freundlichen, aber unentschlossenen Herrscher erscheinen. Doch muss beachtet werden, dass unter den Moguln der Kampf um die Macht nach einer Art Ehrenkodex ablief. Auch seine Vorgänger und Nachfolger begegneten familiärer Insubordination mit Nachsicht. Es war Humayuns Pech, dass seine sonstigen Charaktereigenschaften mit dem Auftauchen eines durchtriebenen und fähigen Gegners zusammenfielen und die Notwendigkeit ein Territorialreich zusammenzuhalten mehr Härte verlangte. Seine ihm günstig gestimmten Biographen, und vielleicht auch er selbst, rechtfertigten seine Handlungsweise stets mit dem von seinem Vater entgegengenommenen Gebot, nicht gegen seine Brüder vorzugehen.
Durch Humayuns Aufenthalt in Persien wurde die höfische Kultur der Großmoguln noch stärker persisch beeinflusst. Bei seiner Rückkehr befanden sich unter seinem Gefolge auch zwei persische Maler, die die spätere Mogulschule stark beeinflussten. Nach seinem Tod wurde das Humayun-Mausoleum in Delhi errichtet. Es gilt als erstes repräsentatives Bauwerk der Mogul-Architektur  und ist von einem persischen Architekten gebaut worden.